# Сурков, Никита Владимирович
Никита Владимирович Сурков (11 августа 1987, Ленинград) — российский футболист, ассистент тренера ФК Чайка. 

## Карьера
Воспитанник московских школ «Красный Октябрь» и СДЮШОР «Спартак». На взрослом уровне начинал играть в любительских лигах за московские «Красный Октябрь» и «Смена» (Москва). В 2006 году подписал свой первый профессиональный контракт с оренбургским «Газовиком», выступающем в первенстве ПФЛ, но за основной состав команды начал выступать только со следующего сезона. Летом 2009 года Сурков перешёл в другой клуб ПФЛ «Нара-ШБФР», где играл до конца года. Сезон 2010 провёл в клубе ФНЛ «Динамо» (СПб), за который сыграл 8 матчей, однако по итогам сезона клуб вылетел из лиги и вскоре потерял профессиональный статус. Следующий сезон начал в другом петербургском клубе «Петротрест». По итогам сезона 2011/12 «Петротрест» выиграл зону ПФЛ «Запад», а сам Сурков был признан лучшим защитником зоны. В 2013 году, после первого сезона в ФНЛ, «Петротрест» сменил название на «Динамо». Зимой 2014 года защитник вернулся в ПФЛ, где подписал контракт с саратовским «Соколом», с которым выиграл первенство и поднялся в ФНЛ. Перед началом сезона 2015/16 перешёл в нижнекамский «Нефтехимик», в составе которого в очередной стал победителем первенства ПФЛ. С 2017 года выступает за клуб «Сахалин». В его составе дважды становился победителем зоны «Восток», однако по финансовым причинам клуб оба раза остался в ПФЛ.

## Достижения

### Командные
«Петротрест»
- Победитель первенства ПФЛ (зона «Запад»): 2011/2012

«Сокол» Саратов
- Победитель первенства ПФЛ (зона «Центр»): 2013/2014

«Нефтехимик»
- Победитель первенства ПФЛ (зона «Урал-Поволжье»): 2015/2016

«Сахалин»
- Победитель первенства ПФЛ (зона «Восток»): 2017/2018, 2018/2019

### Личные
Лучший защитник зоны ПФЛ «Запад»: 2011/2012